# Mitsubishi Ki-67
Chiếc Mitsubishi Ki-67 Hiryū (飛龍: Phi Long/Rồng bay) là một kiểu máy bay ném bom hạng trung hai động cơ do Mitsubishi chế tạo và được Không lực Lục quân Đế quốc Nhật Bản sử dụng trong giai đoạn sau của Thế Chiến II. Tên chính thức của Lục quân Nhật là "Máy bay Ném bom Hạng nặng Kiểu 4" (四式重爆撃機), trong khi phe Đồng Minh đặt cho tên mã là "Peggy".

## Thiết kế và phát triển

Một chiếc Ki-67 đang bay.

Chiếc Ki-67 là kết quả từ một yêu cầu của Lục quân Nhật năm 1941 về một kiểu máy bay tiếp nối cho chiếc Nakajima Ki-49. Chiếc máy bay mới phải là một kiểu máy bay ném bom hạng nặng tốc độ cao và có độ cơ động như một kiểu máy bay tiêm kích. Chiếc Ki-67 được thiết kế bởi Ozawa Kyonosuke, kỹ sư trưởng của Mitsubishi, và lần đầu tiên giáp chiến cùng lực lượng Đồng Minh là trong một trận hải chiến ngoài khơi Đài Loan vào tháng 10 năm 1944.
Chiếc Ki-67 được trang bị thùng nhiên liệu tự hàn kín và vỏ giáp, những tính năng thông dụng trên những kiểu máy bay tiêm kích và ném bom Mỹ nhưng thường thiếu sót trên những chiếc máy bay Nhật. Với những thứ đó và hai động cơ 18 xy lanh bố trí hình tròn làm mát bằng không khí công suất 1.900 mã lực, chiếc Ki-67 có lẽ là một trong những chiếc máy bay chắc chắn và chịu đựng được hư hại tốt nhất của Nhật Bản trong Thế Chiến II.
Tải trọng bom của chiếc Ki-67 lên đến 1.070 kg (2.360 lb) (mang trong khoang chứa bom bên trong) khiến cho nó được xếp loại là máy bay ném bom hạng trung theo tiêu chuẩn Mỹ. Ví dụ như, chiếc B-25 Mitchell có thể mang đến 6.000 lb; chiếc B-26 Marauder, đến 4.000 lb; và chiếc A-20 Havoc, cho đến 2.000 lb. Tính năng bay của nó thật là đáng kể khi so với các máy bay tương tự của Mỹ; chiếc Ki-67 có tốc độ bay ngang tối đa 334 dặm mỗi giờ (so với 275 dặm mỗi giờ của chiếc B-25, 287 của chiếc B-26, và 338 của chiếc A-20), cơ động tốt khi bổ nhào đạt được tốc độ lên đến gần 400 dặm mỗi giờ, duy trì được tốc độ lên cao xuất sắc, và khả năng lượn vòng vượt trội (tốc độ lượn vòng xuất sắc, bán kính lượn vòng nhỏ, và khả năng lượn vòng ở tốc độ thấp). Độ cơ động của chiếc Ki-67 tốt đến mức người Nhật sử dụng thiết kế này làm căn bản cho chiếc máy bay tiêm kích hai động cơ Ki-109, ban đầu được thiết kế như là máy bay tiêm kích bay đêm, và sau đó được sử dụng như là máy bay tiêm kích hạng nặng bay ngày. Vào giai đoạn cuối của Thế Chiến II, Hải quân Đế quốc Nhật Bản cũng sử dụng thiết kế này làm căn bản cho chiếc máy bay Q2M1 "Taiyo" trang bị radar dùng làm máy bay chống tàu ngầm.
Một tính năng thú vị khác của chiếc Ki-67 là tháp súng lưng được trang bị một pháo 20 mm, bổ sung với hai súng máy 12,5 mm sau đuôi, một súng máy 12,5 mm trước mũi, và một súng máy 12,5 mm ở mỗi bên hông. Khẩu pháo 20 mm là một vũ khí phòng thủ mạnh mẽ bất thường cho một chiếc máy bay ném bom. Cho đến khi có sự xuất hiện của chiếc B-29 Superfortress, máy bay ném bom Hoa Kỳ không được trang bị pháo ở các vị trí phòng thủ, mà thường chỉ có một hay hai súng máy 0,50 inch.

## Lịch sử hoạt động

Ảnh chụp một phi công trên chiếc Ki-67, và nhìn thấy một chiếc Ki-67 khác đang bay.

Chiếc Ki-67 được sử dụng để ném bom bay ngang, và ném ngư lôi như là kiểu Yasakuni Type (nó có thể mang một ngư lôi gắn bên dưới thân). Chiếc Ki-67 được Lục quân và Hải quân Nhật Bản sử dụng để chống lại Đệ Tam Hạm đội Hoa Kỳ trong cuộc tấn công của họ vào Đài Loan và quần đảo Ryukyu, rồi sau đó được sử dụng tại Okinawa, Trung Quốc, và tấn công các sân bay căn cứ của B-29 tại Saipan, Tinian, và Guam nhằm hỗ trợ cho những cuộc tấn công của Giretsu (một đơn vị đặc nhiệm của Lục quân Nhật). Một phiên bản tấn công mặt đất đặc biệt được sử dụng trong các phi vụ Giretsu là một kiểu Ki-67 I với ba khẩu pháo 20 mm điều khiển từ xa bắn hướng xuống dưới 30° để tấn công mặt đất, một khẩu pháo 20 mm ở đuôi, các súng máy 13,2 mm ở trên và bên hông, cùng trữ lượng nhiên liệu nhiều hơn. Ngay cả với nhiên liệu nhiều hơn, các phi vụ Giretsu chỉ là một chiều (cảm tử) do tầm bay quá xa. Trong giai đoạn cuối cùng của Thế Chiến II, các phiên bản tấn công đặc biệt của chiếc Ki-67 (các kiểu I KAI và Sakura-dan) được sử dụng trong các phi vụ Thần phong (Kamikaze). Những chiếc Ki-67 được cải biến thành máy bay tấn công tự sát "To-Go" với hai quả bom 800 kg trong các chiến dịch Okinawa.
Tính đến cuối Thế Chiến II, đã có 767 chiếc Ki-67 được sản xuất. Những nguồn khác cho rằng chỉ có 698 chiếc Ki-67, không tính đến các phiên bản cải biến KAI và Sakura-dan.

## Các phiên bản
Ki-67 INguyên mẫu. Nhiều kiểu khác nhau với nhiều loại vũ khí. Có 19 chiếc được chế tạo.
Ki-67 I "Hiryu"Máy bay Lục quân Ném bom Hạng nặng Loại 4 Kiểu 1. Phiên bản sản xuất chủ yếu. Đa số (trên 420 chiếc) được cải biến tại nhà máy thành kiểu máy bay ném bom-ngư lôi đặt căn cứ trên đất liền. Số lượng được chế tạo bởi Mitsubishi: 587 chiếc; Kawasaki: 91 chiếc; Xưởng Lục quân Tachikawa: 1 chiếc.
Ki-67 IKiểu thử nghiệm trang bị động cơ Mitsubishi Ha-104 Ru. Có ba chiếc được chế tạo.
Ki-67 I "Go-IA"Kiểu thử nghiệm để trang bị tên lửa điều khiển. Có một chiếc được chế tạo.
Ki-67 KAI (còn gọi là "To-Go" hay "Tai-atari")Máy bay tấn công đặc biệt Lục quân Loại 4. Phiên bản cải biến kiểu Ki-67 I để tấn công tự sát, không vũ trang và không có tháp súng, mang hai bom 800 kg hay một bom 2.900 kg trong khoang bụng.
Ki-67 "Sakura-dan"Phiên bản tấn công đặc biệt trang bị một bom cháy 2.900 kg (6.400 lb) trong thân phía sau buồng lái. Hình dạng trái bom làm cho nó nổ hướng ra phía trước tầm gằn một dặm và đường kính vụ nổ 984 ft. Bom được thiết kế để chọc thủng công sự cũng như tiêu diệt đội hình xe tăng lớn. Có hai chiếc được chế tạo.
Ki-67 Phiên bản Tấn công Mặt đấtPhiên bản trang bị ba pháo 20 mm điều khiển từ xa bắn xuống mặt đất một góc 30°, Pháo 20 mm phòng thủ phía đuôi, ba súng máy 13,2 mm phía trên và bên hông, và thêm trữ lượng nhiên liệu cho tầm bay xa. Được thiết kế đặc biệt để tấn công các căn cứ của B-29 tại quần đảo Marianas. Chỉ là dự án.
Ki-67 IINguyên mẫu. Phiên bản cải biến kiểu Ki-67 I, trang bị động cơ Mitsubishi Ha-214 công suất 2.400 mã lực mỗi cái. Có hai chiếc được chế tạo.
"Yasakuni"Phiên bản máy bay Ki-67 I loại ném bom-ngư lôi dành cho Hải quân. Cải biến từ kiểu Ki-67 I được chuyển cho Hải quân Đế quốc Nhật Bản.
Ki-109Nguyên mẫu máy bay tiêm kích bay đêm. Phiên bản Ki-67 I cải biến để hoạt động tiêm kích đêm theo từng cặp, một chiếc trang bị radar/phản xạ (tương tự như kiểu Douglas Havoc II "Turbinlite") để truyền và phát hiện sóng radar (phiên bản Ki-109a) và chiếc kia trang bị pháo hạng nặng để tiêu diệt mục tiêu (phiên bản Ki-109b). Chỉ là dự án.
Ki-109Nguyên mẫu máy bay tiêm kích ban ngày. Phiên bản Ki-67 I cải biến để hoạt động tiêm kích ban ngày. Một pháo hạng nặng Kiểu 88 75 mm trước mũi và một súng máy 'Ho-103 Kiểu 1 12,7 mm di động phía đuôi. Trang bị động cơ Mitsubishi Ha-104 1.900 mã lực hoặc động cơ Ha-104 Ru có turbo tăng áp 1.900 mã lực. Có hai chiếc được chế tạo.
Ki-109 Máy bay Tiêm kích Đánh chặn Hạng nặng Lục quânPhiên bản sản xuất. Không có súng máy phía trên và bên hông và khoang bom. Súng đuôi được cải tiến. Có 22 chiếc được Mitsubishi chế tạo.
Q2M1 "Taiyo"Phiên bản hải quân dựa trên kiểu Ki-67 I, được thiết kế đặc biệt cho chiến tranh chống tàu ngầm. Trang bị các kiểu radar Loại 3 Kiểu 1 MAD (KMX), Loại 3 Ku-6 Kiểu 4 và ăn-ten ESM. Gắn động cơ Mitsubishi Kasei 25 Otsu 1.850 mã lực với bộ cánh quạt sáu cánh. Mang ngư lôi hay mìn sâu. Chỉ là dự án.

## Các nước sử dụng
Nhật Bản
- Lục quân Đế quốc Nhật Bản
- Hải quân Đế quốc Nhật Bản

## Đặc điểm kỹ thuật (Ki-67-Ib)

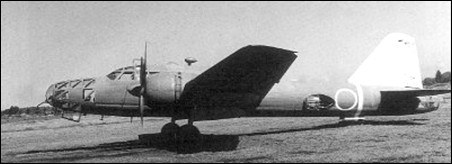
Chiếc Ki-67.

### Đặc tính chung
- Đội bay: 6-8 người
- Chiều dài: 18,7 m (61 ft 4 in)
- Sải cánh: 22,50 m (73 ft 9 in)
- Chiều cao: 7,70 m (25 ft 3 in)
- Diện tích bề mặt cánh: 66 m² (709 ft²)
- Lực nâng của cánh: 208 kg/m² (43 lb/ft²)
- Trọng lượng không tải: 8.649 kg (19.068 lb)
- Trọng lượng cất cánh tối đa: 13.765 kg (30.347 lb)
- Động cơ: 2 x động cơ Mitsubishi Ha-104 (army type 4) 18 xy lanh bố trí hình tròn, công suất 1.900 mã lực (1.417 kW) mỗi động cơ

### Đặc tính bay
- Tốc độ lớn nhất: 537 km/h (334 mph)
- Tầm bay tối đa: 3.800 km (2.361 mi)
- Trần bay: 9.470 m (31.070 ft)
- Tốc độ lên cao: 7,5 m/s (1.476 ft/min)
- Tỉ lệ công suất/khối lượng: 0,21 kW/kg (0,13 hp/lb)

### Vũ khí
- 5 x súng máy Kiểu 1 12,7 mm bố trí trước mũi, hai khẩu ở đuôi, và một khẩu mỗi bên hông
- 1 x pháo Ho-5 20 mm trên tháp súng lưng
- 1.070 kg (2.360 lb) bom trong khoang bên trong, một số phiên bản Kamikaze mang đến 2.700 kg (6.000 lb) bom

## Nội dung liên quan

### Máy bay liên quan
Mitsubishi Ki-109

### Trình tự thiết kế
Ki-63 - Ki-64 - Ki-66 - Ki-67 - Ki-68 - Ki-69 - Ki-70

### Danh sách liên quan
- Danh sách máy bay chiến đấu
- Danh sách máy bay quân sự Nhật Bản